# 森伯塔鄉
46°48′N 22°12′E / 46.800°N 22.200°E
森伯塔鄉（羅馬尼亞語：Comuna Sâmbăta, Bihor），是羅馬尼亞的鄉份，位於該國西北部，由比霍爾縣負責管轄，面積30平方公里，海拔高度143米，2007年人口1,522，人口密度每平方公里51人。